# نادي الكفل
نادي الكفل الرياضي هو أحد أندية الدوري العراقي تأسس في عام 2003 يلعب ضمن محافظة بابل .